# Кашенцево (Зубцовское сельское поселение)
Кашенцево — деревня в Зубцовском районе Тверской области. Входит в состав Зубцовского сельского поселения.

## География
Находится в южной части Тверской области на расстоянии приблизительно 2 км на север-северо-запад от районного центра города Зубцов.

## История
Деревня была отмечена еще на карте Менде (состояние местности на 1848 год). В 1859 году здесь (деревня Зубцовского уезда Тверской губернии) было учтено 8 дворов, в 1941 — 14.

## Население
Численность населения: 55 человек (1859 год), 10 (русские 100 %) в 2002 году, 1 в 2010.